# 德里濟斯湖
55°58′N 27°16′E / 55.967°N 27.267°E

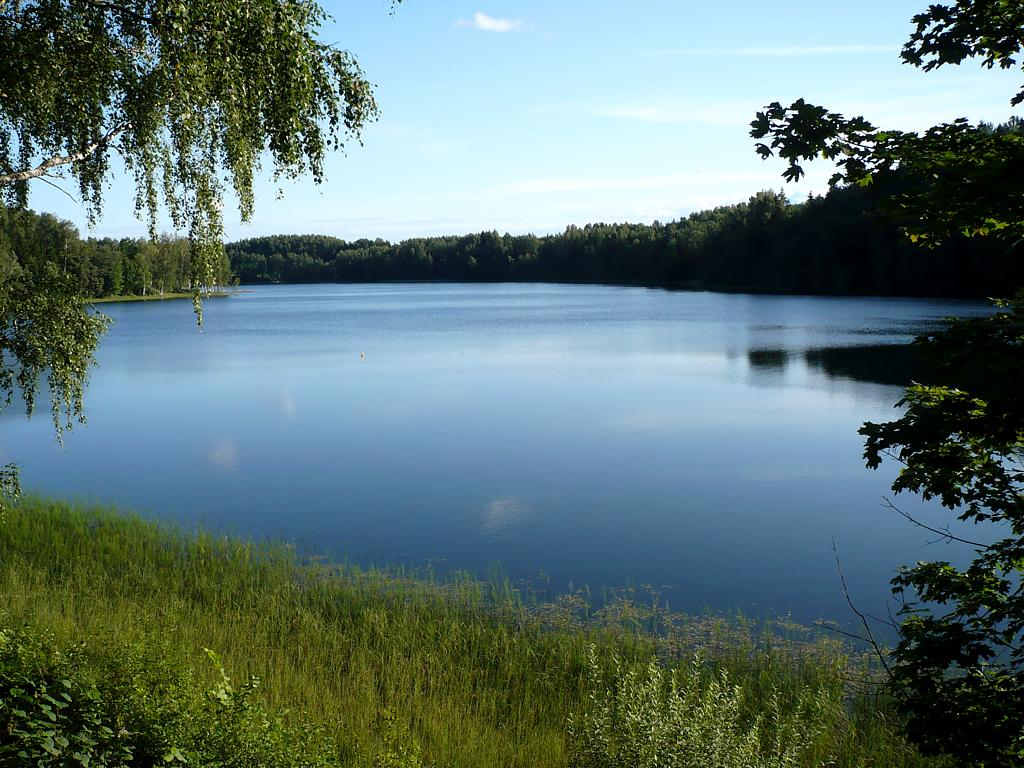
德里濟斯湖

德里濟斯湖（拉脫維亞語：Drīdzis ezers）是拉脫維亞最深的湖泊，位於克拉斯拉瓦東北約5公里，長9.8公里，面積7.53平方公里，海拔高度159.2米，平均水深12.8米，最大水深63.1米，湖中有9個島嶼，總面積0.19平方公里。